# Либерман, Карл Теодор
Карл Теодор Либерман (нем. Carl Liebermann; 23 февраля 1842, Берлин — 28 декабря 1914) — немецкий химик-органик, педагог, доктор наук (1865), профессор органической химии, создатель метода получения ализарина из антрацена.

## Биография
Сын состоятельного еврейского промышленника-текстильщика. Двоюродный брат художника Макса Либермана.
Образование получил в университетах Берлина и Гейдельберга под руководством Р. Бунзена, Г. Магнуса и А. Байера.
Работал у А. Байера в Королевскиом техническом институте в Берлине.
С 1873 года заведывал лабораторией органической химии в берлинской промышленной академии, преобразованной позже в высшую техническую школу; с 1879 года занимал также кафедру в берлинском университете.
В 1868 году вместе с Карлом Гребе синтезировал ализарин, что позволило перейти к промышленному производству красителей — ализариновых красок на его основе и привело к прекращению выращивания марены. В 1869 году изобрёл способ искусственного приготовления его из антрацена. Синтез представляет собой хлорирование или бромирование антрацена с последующим окислением с образованием ализарина.
Патент Либермана и Карла Гребе на синтез ализарина из антрацена был подан за день до патента Уильяма Генри Перкина (старшего).
Ему же принадлежит ряд работ об алкалоидах и многих органических красках, известная реакция на фенолы (Либерманова реакция) и пр. Большая часть его трудов опубликована в «Liebigs Annalen» и в «Berichte der Deutschen Chemischen Gesellschaft».
Председатель Немецкого химического общества (1898). Был членом академий в Гёттингене (1912), Филадельфии и Уппсале, отмечен почётными докторскими степенями в Лидсе, в Берлине и в Брауншвейге. В 1883 году был избран членом Леопольдины .
В 1914 году избран почётным профессором органической химии Берлинского университета.